# Landkreis Marienburg (Hannover)
| Basisdaten                                          | Basisdaten          |
| --------------------------------------------------- | ------------------- |
| Preußische Provinz                                  | Hannover            |
| Regierungsbezirk                                    | Hildesheim          |
| Verwaltungssitz                                     | Hildesheim          |
| Fläche                                              | 480 km²             |
| Einwohner                                           | 37.361 (1939)       |
| Bevölkerungsdichte                                  | 78 Einw./km² (1939) |
| Gemeinden                                           | 68 (1946)           |
| Lage des Kreises Marienburg in der Provinz Hannover |                     |
|                                                     |                     |

Der Landkreis Marienburg in Hannover war ein preußischer Landkreis im Süden der Provinz Hannover.

## Geschichte
Der Landkreis Marienburg wurde 1885 aus den alten hannoverschen Ämtern Marienburg und Bockenem gebildet und nach der mittelalterlichen Wasserburg Marienburg und der späteren gleichnamigen Domäne benannt. Der Kreis hatte seinen Sitz in der nicht zum Landkreis gehörenden kreisfreien Stadt Hildesheim.
1911 wurde die Gemeinde Moritzberg in die seit 1885 kreisfreie Stadt Hildesheim eingemeindet, 1938 auch die Gemeinde Neuhof.
Durch das Salzgitter-Gesetz wurden am 1. August 1941 die Gemeinden Baddeckenstedt, Binder, Groß Elbe, Groß Heere, Gustedt, Klein Elbe, Klein Heere, Rhene, Sehlde, Wartjenstedt sowie Teile der Gemeinde Sillium in den Landkreis Wolfenbüttel (Land Braunschweig) eingegliedert; aus dem Landkreis Gandersheim (Land Braunschweig) wurden die Gemeinden Bodenburg und Östrum in den Landkreis Marienburg i. Hann. eingegliedert.
1946 wurde der Landkreis Marienburg mit dem Altkreis Hildesheim zum Landkreis Hildesheim-Marienburg vereinigt. Dieser wurde 1974 mit der bis dahin kreisfreien Stadt Hildesheim und 1977 mit dem Landkreis Alfeld zum heutigen Landkreis Hildesheim zusammengelegt.

## Einwohnerentwicklung
| Jahr | Einwohner |
| ---- | --------- |
| 1890 | 37.235    |
| 1900 | 41.458    |
| 1910 | 42.220    |
| 1925 | 37.367    |
| 1933 | 37.254    |
| 1939 | 37.361    |

## Landräte
- 1885–1903 Wilhelm von Borries
- 1903–1933 Ernst von Stockhausen
- 1933–1936 Ernst Ludwig Grubitz
- 1936–1938 Albert Schneider

## Städte und Gemeinden
Städte und Gemeinden, die dem Landkreis Marienburg angehört haben:
| - Achtum-Uppen - Ahstedt - Baddeckenstedt (bis 1941) - Bad Salzdetfurth - Barienrode - Bettmar - Bettrum - Bilderlahe - Binder (bis 1941) - Bodenburg (seit 1941) - Bockenem, Stadt - Bönnien - Bültum - Derneburg - Detfurth - Diekholzen - Dingelbe - Dinklar - Egenstedt - Einum - Farmsen - Feldbergen - Garmissen-Garbolzum - Grasdorf - Groß Düngen - Groß Elbe (bis 1941) - Groß Heere (bis 1941) | - Groß Himstedt - Groß Ilde - Groß Rhüden - Gustedt (bis 1941) - Hackenstedt - Hary - Heersum - Heinde - Henneckenrode - Hockeln - Hoheneggelsen - Holle - Itzum - Kemme - Klein Düngen - Klein Elbe (bis 1941) - Klein Heere (bis 1941) - Klein Himstedt - Klein Ilde - Königsdahlum - Lechstedt - Listringen - Luttrum - Marienburg - Marienrode - Mechtshausen - Mölme | - Moritzberg (bis 1911) - Nette - Nettlingen - Neuhof (bis 1938) - Ochtersum - Oedelum - Östrum (seit 1941) - Ottbergen - Rhene (bis 1941) - Schellerten - Sehlde (bis 1941) - Sillium - Söder - Söhlde - Söhre - Sottrum - Steinbrück - Störy - Upstedt - Wartjenstedt (bis 1941) - Wehrstedt - Wendhausen - Werder - Wesseln - Wöhle - Wohlenhausen |

Bis zu ihrer Aufhebung in den 1920er Jahren bestanden im Kreis Marienburg außerdem die Gutsbezirke Derneburg-Astenbeck, Fünfberge, Nettlingen-Steinbrück und Röderhof sowie die Forstbezirke Hildesheimer Wald, Südwald, Sundern, Tidexerberg, Tosmarberg, Wendserberg mit der Wulferkampe und Ziegenberg.